# Nagy viaszmoly
A nagy viaszmoly (Galleria melonella) a valódi lepkék közül a fényiloncafélék (Pyralidae) családjában a galériás molyok (Galleriinae) alcsaládjába tartozó, sajátos életmódú kártevő. A méhkaptárakban él, és használt (bábinges, virágporos) viasszal táplálkozik. Szinte minden méhcsaládban megtalálható, de csak elhanyagolt méhesben tud elhatalmasodni.

## Szinonimák
Elterjedt volta és károkozása miatt különféle más neveken is leírták:
- Galleria austrina, Felder & Rogenhofer, 1875
- Galleria austrinia, Felder, 1874[2]
- Galleria cerea, Haworth, 1811 (unjustified emendation)
- Galleria cerealis, Hübner, 1825 (unjustified emendation)
- Galleria crombrugheela, Dufrane, 1930
- Galleria crombrugheella (lapsus)
- Galleria mellomella (lapsus)
- Phalaena mellonella, Linnaeus, 1758[3]
- Galleria cereana, Linnaeus, 1767[2]
- Phalaena cereana, Blom, 1764
- Tinea cerella Fabricius, 1775 (unjustified emendation)
- Vindana obliquella, Walker, 1866

A Galleria nem szinonimái:
- Adeona, Rafinesque, 1815 (nomen nudum)
- Cerioclepta, Sodoffsky, 1837
- Vindana, Walker, 1866

## Elterjedése, élőhelye
Ma már az egész világon elterjedt; az ember a méhészkedéssel hurcolta szét, ugyanis hernyói a méhkaptárakban a lépet eszik. Hazánkban is mindenhol megtalálható. A kaptáron kívül a félretett lépeket is tönkreteszi. Ritkábban előfordul poszméhek vagy darazsak fészkében, vagy szárított fügén.

## Megjelenése
Imágói szárnyának fesztávolsága 28–35 mm. Hossza hátracsukott szárnnyal 15–20 mm. Az első szárnypár márványos színe a világosszürkétől a világossárgáig változik, de leginkább barna; a mintázat sötétebb színű rajta. A hím hátsó szárnya sötétebb, a nőstényé világos. A nőstények potroha jóval hosszabb és vaskosabb a hímekénél. Az imágó szája csökevényes; nyelve gyengén fejlett, rágói kicsik és előrenyúlnak. A hernyó fehér.

## Életmódja

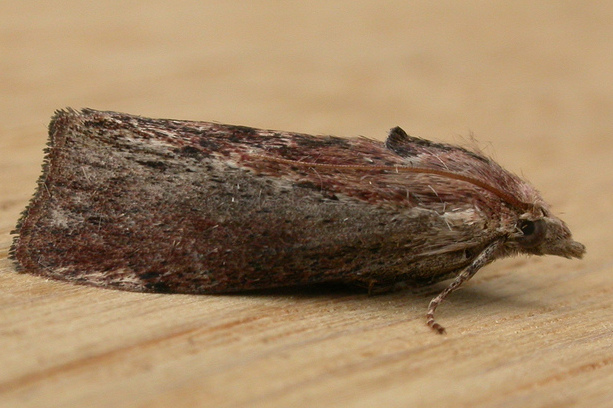
Hátracsukott szárnyakkal

A méhkaptárak kártékony élősködője: egyetlen tápláléka a méhviasz. Jobban szereti a használt, bábinges, virágporos viaszt, mint az újat. A kaptárakra jellemző 27-28 °C-os állandó hőmérséklet mellett egy-egy generációja 40–50 nap alatt cseperedik fel. 1 mm-es, fehér petéjéből 5–8 nap alatt kel ki az 1,5 mm hosszú hernyó, ami 18–25 nap alatt éri el teljes, 24–28 mm-es hosszát, eközben négyszer vedlik. A lépek mellett a keretléceket is tönkreteszi a furkálásával. A fiatal hernyók a kaptár hulladékán élnek, később közös szövedéket szőnek, és a lépet kezdik enni.
A lépet összefurkálja, és ezeket a selyemmel bélelt járatokat nevezik a hernyó „galériáinak”. A fiasítást is körülhálózza, így a méhek nem tudják lefedni a sejtet. A behálózott méh nem tud kikelni, a sejtben pusztul el; ha mégis kikel, akkor a lába vagy a szárnya csonka. A fejlődési szakasz végén vékony selyemfonalból fehér gubót sző maga köré, és mintegy két nap alatt bebábozódik. Kifejlődéséhez 2-3 hónap szükséges. Az átalakulás körülbelül tizenkét napig tart, és a kikelő lepkék azonnal párzanak.
A párzás után 4–5 nappal a nőstény elkezdi lerakni a petéit – egyszerre akár 150-et is, egész életében mintegy 600–1600 darabot. Petéit keretlécekre, a kaptár réseibe, rejtett zugaiba helyezi. A meleg kedvez a fejlődésüknek. Az imágó méhkaptárban, optimális körülmények között akár hat hétig is élhet; tenyészetben legfeljebb három hétig. Kerüli a fényt, csak napnyugta után repül, csak akkor keres magának új helyet. Ha megvilágítjuk, mozdulatlanná dermedve halottnak tetteti magát. Napközben gyakran a kaptár alatt pihen. Éjjel vonzzák a fényforrások vagy az édes levek.
Nálunk évente két nemzedéke van, amik összefolynak. Ősszel a hernyó a lépben erős gubót sző, amiben áttelel, és tavasszal bábozódik. Hernyói és bábjai telelnek át.
A nagy viaszmoly más lepkékhez hasonlóan a timpanális szervével hall. Ez páros kivájt teknő a potroh elején, amit vékony hártya, a dobhártya fed. Rezgését az érzéksejtek mechanikai jelként észlelik: ha a kitérés amplitúdója eléri a 0,1 nm-t, akkor a sejtek jeleznek.
A skóciai Glasgow-ban található University of Strathclyde munkatársai Hannah Moir vezetésével úgy találták, hogy az ismert állatfajok közül a nagy viaszmoly képes a legnagyobb magasságú ultrahangok meghallására. Akár a 300 kHz frekvenciájú ultrahangokat is hallják. Ez egy oktávval meghaladja a gyapjaslepke hallásának felső határát, és még a denevérek által adott hangok magasságát is bőven meghaladja, ami legfeljebb 200 kHz.
A tudósok között vitatott, hogy vajon miért van erre szüksége. Kézenfekvő az a válasz, hogy a fő ellenség, a denevérek miatt, de a ma ismert fajok között nincs olyan, ami 212 kHz-nél magasabb hangokat használna. A legnagyobb érzékenység 90 és 95 kHz közötti; a hímek ebben a tartományban hívogatják a nőstényeket. A még nem ismert vagy kihalt denevérfajok mellett a gyors reakció is magyarázat lehet. Ez a nagy viaszmolynál 10 μs, míg a bagolylepkeféléknél 60 μs, ami élet és halál között is dönthet.
A denevérek mellett ellenségei a Vairimorpha ephestiae élősködő gomba és a Pseudomonas aeruginosa baktérium.

## Felhasználása
Az akvaristák és a terraristák a hernyóját és imágóját – a kis viaszmolyéval együtt – a halak, valamint a kisebb termetű, illetve újszülött hüllők hasznos eleségállatának tartják, és ennek érdekében tenyésztik is. A viaszmollyal táplált állatok hajlamosak az elhízásra – ebből adódóan a viaszmoly kiváltképp az újszülött, illetve lesoványodott állatok táplálékaként optimális.
Hernyóit az in vivo toxikológiai és patogenitási tesztek modellszervezeteként használják, amivel az állatkísérletekben az apró testű emlősök kiváltására alkalmas. Továbbá rajta vizsgálják a rovarok veleszületett immunrendszerét (csak a gerincesek rendelkeznek szerzett immunitással). A genetikában az örökletes terméketlenséget tesztelik rajta. Erre azért alkalmas, mert a hernyók bármikor beszerezhetők, olcsón etethetők; fejlődési ciklusa rövid, és szapora. Egyes kutatók a zoológus háziállatának nevezik.
A rajta végzett kísérletek szerint a bakteriális stilbenoid 3,5-dihidroxi-4-izopropil-transz-stilbén antibiotikus hatása minimalizálja a versengést a többi mikroorganizmussal, és megelőzi a Heterorhabditis rovarevő féreg által fertőzött rovartetemek rothadását – ez a féreg maga is a Photorhabdus baktérium gazdája.
A horgászok a hernyót élő csaliként hasznosítják.
Hatalmas érdeklődést váltott ki a G. mellonella hernyóinak az a képessége, hogy el tudják fogyasztani és meg tudják emészteni a polietilén műanyagot. Laboratóriumi kísérletekben mintegy 100 hernyó 12 óra alatt volt képes elfogyasztani 92 milligrammnyi polietilénből készült műanyag bevásárlószatyrot. Bár az egyértelmű volt, hogy a hernyók képesek elfogyasztani a műanyagot, további kutatások szükségesek annak meghatározására, hogy az ez ehhez szükséges vegyi folyamatok a G. mellonellának vagy a bélflórájának köszönhetők. A viaszmoly lárvái etilénglikollá bontják le a polietilént, a kutatások a polietilén film 14 óra alatt 13%-os tömegcsökkenését dokumentálták. A viaszmoly közeli rokonával, az aszalványmollyal (Plodia interpunctella) folytatott kutatások során két baktériumtörzset, az Enterobacter asburiae-t és Bacillus fajokat izoláltak annak bélflórájából; ezek laboratóriumi körülmények között képesnek mutatkoztak polietilén műanyag táptalajon növekedni, és lebontani azt.
Olajban sütve a hernyók felrobbannak, és a pattogatott kukoricához hasonló alakot vesznek fel.[forrás?]

## Védekezés méhészetekben
A méhésznek rendszeresen ellenőriznie kell a méhcsaládokat. Ha a kártétel már látható, akkor csak annyi lépet szabad meghagyni a családnak, amennyit az jól takar. Az aktív időszakban kéthetente takarítani kell a gyengébb családok szemetét, és támogatni kell a fejlődésüket.
A fiasításos lépekből is ki lehet irtani a hernyót. A zsinóros sejtfedelek felbontásával az elrejtőzött hernyók megtalálhatók. A méhtelenített keretekről a hernyók lerázhatók. Ehhez a keretet ferdén kell tartani, és többször körbeforgatni, hogy mindig másik léc álljon ferdén felfelé. A szövedékbe gyufát fúrnak, és megforgatják.
A család nem építi újjá az erősen megrágott részeket, ezért jobb kivágni ezeket. A híg eleséges etetés támogatja az építést és a tisztogatást.
A nyári időszakban kéthetente kénezni kell az erős családokhoz be nem férő, félretett kereteket. Köbméterenként egyszerre 150-200 g ként kell elégetni, majd egy-két napra bezárni a szekrényt. Kénezés előtt ki kell pergetni azokat a lépeket, amelyekben nyitott méz van, mert a kén-dioxid mérget alkot a mézzel. Beadás előtt ki kell szellőztetni a lépeket. A lépek hűvös, világos, szellős helyen tartva kevésbé molyosodnak. Ezek a körülmények a már bent levő peték, hernyók és bábok fejlődésére is kedvezőtlenek. A kiolvasztásra szánt lépdarabot (a sonkolyt) is kénezni kell.
A kisebb lépdarabkák és a törmelék eltarthatóságának biztosítására Örösi a következőket ajánlja:
- keménnyé gyúrva hűvös, száraz helyen, jól szellőző kosárkában vagy jól záró dobozban tárolható;
- forró vízbe dobva pusztítani el a petéket, majd papírba csomagolva vagy vízüvegbe mártva tárolható;
- ha sok van, akkor keményre döngölve ládában is eltartható.

## Fordítás
Ez a szócikk részben vagy egészben  a   Große Wachsmotte című német Wikipédia-szócikk fordításán alapul.  Az eredeti cikk szerkesztőit annak laptörténete sorolja fel. Ez a jelzés csupán a megfogalmazás eredetét és a szerzői jogokat jelzi, nem szolgál a cikkben szereplő információk forrásmegjelöléseként.